# Beban
Beban (arabisch بيبان Biban, DMG Bībān, kurmandschi Bêban) ist ein jesidisches Dorf im Norden des Iraks.
Das Dorf liegt 8 km südöstlich von Alqosch im Distrikt Tel Kaif im Gouvernement Ninawa. Der Ort befindet sich in der Ninive-Ebene und gehört zu den umstrittenen Gebieten des Nordiraks.

## Bevölkerung
Zu der Bevölkerung Bebans zählen hauptsächlich Jesiden.